# Mistrzostwa Azji w Piłce Ręcznej Mężczyzn 2000
Mistrzostwa Azji w Piłce Ręcznej Mężczyzn 2000 – dziewiąte mistrzostwa Azji w piłce ręcznej mężczyzn, oficjalny międzynarodowy turniej piłki ręcznej o randze mistrzostw kontynentu organizowany przez AHF mający na celu wyłonienie najlepszej męskiej reprezentacji narodowej w Azji. Odbył się w dniach 25–30 stycznia 2000 roku w japońskim mieście Kumamoto wraz z przeniesionym z 1999 roku turniejem żeńskim. Tytułu zdobytego w 1995 roku broniła reprezentacja Kuwejtu. Mistrzostwa były jednocześnie eliminacjami do IO 2000.
Dziewięć z dziesięciu spotkań odbyło się w Kumamoto Prefectural Gymnasium.
W zawodach triumfował zespół Korei Południowej zyskując tym samym awans na Letnie Igrzyska Olimpijskie 2000.
Składy zespołów.

## Faza grupowa
| 25 stycznia 200017:00 | Korea Południowa | 37:12(18:4) | Chińskie Tajpej | Kumamoto Prefectural Gymnasium, Kumamoto |
| 25 stycznia 200017:00 |                  | 37:12(18:4) |                 | Kumamoto Prefectural Gymnasium, Kumamoto |

| 25 stycznia 200019:00 | Chiny | 34:18(18:8) | Iran | Kumamoto Prefectural Gymnasium, Kumamoto |
| 25 stycznia 200019:00 |       | 34:18(18:8) |      | Kumamoto Prefectural Gymnasium, Kumamoto |

| 26 stycznia 200017:00 | Korea Południowa | 38:14(17:8) | Iran | Kumamoto Prefectural Gymnasium, Kumamoto |
| 26 stycznia 200017:00 |                  | 38:14(17:8) |      | Kumamoto Prefectural Gymnasium, Kumamoto |

| 26 stycznia 200019:00 | Japonia | 24:18(10:9) | Chińskie Tajpej | Kumamoto Prefectural Gymnasium, Kumamoto |
| 26 stycznia 200019:00 |         | 24:18(10:9) |                 | Kumamoto Prefectural Gymnasium, Kumamoto |

| 27 stycznia 200018:00 | Chiny | 24:20(9:11) | Japonia | Matsubase Town Community Sports and Culture Centre, Kumamoto |
| 27 stycznia 200018:00 |       | 24:20(9:11) |         | Matsubase Town Community Sports and Culture Centre, Kumamoto |

| 28 stycznia 200017:00 | Chińskie Tajpej | 27:18(12:5) | Iran | Kumamoto Prefectural Gymnasium, Kumamoto |
| 28 stycznia 200017:00 |                 | 27:18(12:5) |      | Kumamoto Prefectural Gymnasium, Kumamoto |

| 28 stycznia 200019:00 | Korea Południowa | 32:16(16:3) | Chiny | Kumamoto Prefectural Gymnasium, Kumamoto |
| 28 stycznia 200019:00 |                  | 32:16(16:3) |       | Kumamoto Prefectural Gymnasium, Kumamoto |

| 29 stycznia 200014:00 | Japonia | 33:11(15:3) | Iran | Kumamoto Prefectural Gymnasium, Kumamoto |
| 29 stycznia 200014:00 |         | 33:11(15:3) |      | Kumamoto Prefectural Gymnasium, Kumamoto |

| 30 stycznia 200014:00 | Korea Południowa | 22:20(13:7) | Japonia | Kumamoto Prefectural Gymnasium, Kumamoto |
| 30 stycznia 200014:00 |                  | 22:20(13:7) |         | Kumamoto Prefectural Gymnasium, Kumamoto |

| 30 stycznia 200016:00 | Chińskie Tajpej | 29:31(18:15) | Chiny | Kumamoto Prefectural Gymnasium, Kumamoto |
| 30 stycznia 200016:00 |                 | 29:31(18:15) |       | Kumamoto Prefectural Gymnasium, Kumamoto |

## Klasyfikacja końcowa
| Miejsce | Reprezentacja    | Uwagi          |
| ------- | ---------------- | -------------- |
| złoto   | Korea Południowa | awans: IO 2000 |
| srebro  | Chiny            | -              |
| brąz    | Japonia          | -              |
| 4       | Chińskie Tajpej  | -              |
| 5       | Iran             | -              |